# مقاطعة واباش (إنديانا)
مقاطعة واباش (بالإنجليزية: Wabash County, Indiana)‏ هي إحدى مقاطعات ولاية إنديانا في الولايات المتحدة. تأسست سنة 1835، بلغ عدد سكانها 32888 نسمة في عام 2010 حسب إحصاء مكتب تعداد الولايات المتحدة وتصل الكثافة السكانية فيها 33 نسمة/كم2.

## وصلات خارجية
- United States Counties